# Кліфф Пеннінгтон (хокеїст)
Кліффорд Раймонд Пеннінгтон (англ. Clifford Raymond Pennington, 18 квітня 1940, Вінніпег — 26 травня 2020) — канадський хокеїст, що грав на позиції центрального нападника.

## Ігрова кар'єра
Професійну хокейну кар'єру розпочав 1959 року.
Протягом професійної клубної ігрової кар'єри, що тривала 15 років, здебільшого захищав кольори команд нижчих північноамериканських ліг, проте встиг пограти в НХЛ за «Монреаль Канадієнс» та «Бостон Брюїнс».
Усього провів 101 матч у НХЛ.
Став срібним призером зимової Олімпіади в 1960 році.